# パララバ -Parallel lovers-
『パララバ -Parallel lovers-』は、静月遠火による日本のライトノベル。イラストは越島はぐが担当している。第15回電撃小説大賞で金賞を受賞。電撃文庫（アスキー・メディアワークス）より2009年2月に刊行された。

## ストーリー
遠野綾は、部活動の付き合いから接点を持った村瀬一哉と通話を介した付き合いを持っていたが、その矢先に一哉が事故死する事態に見舞われる。現実を直視できない綾の携帯電話に届いたのは、死亡したはずの一哉からの電話だった。「綾が事故死した」というパラレルワールドの一哉と通話によって連絡を取り合いながら、2人は自分たちの命を奪った真相に迫ってゆく。

## 登場人物
遠野 綾（とおの あや）
南高に通う2年生で合気道部幽霊部員。主人公。
村瀬 一哉（むらせ かずや）
北高の合気道部部長。
葉月 麗華（はずき れいか）
北高の文芸部に所属する女性。ペンネームは佐伯ラメル。一哉にとっての先輩にあたる人物。
望月 修一郎（もちづき しゅういちろう）
北高に通う2年生で合気道部副部長。
時田楓、田中洋子らと共謀して脱法ドラッグの密造に手を染めており、口封じのために一哉と信を事故に見せかけて殺害した。最終的には綾に真相を暴かれ、口封じを試みるも失敗、共犯者共々逮捕された。
滝埼 信（たきさき しん）
南高3年3組の生徒。理数クラス。化学部の部長。夏休み中に病死したと思われたが、実際は杉山浩二に殺害されていた。
中山 聡子（なかやま さとこ）
綾のクラスメイト。
斉木 里緒（さいき りお）
綾のクラスメイト。
小栗 由利（おぐり ゆり）
綾のクラスメイト。放送委員。
時田 楓（ときた かえで）
綾のクラスメイト。化学部の部員。望月の共犯者。
田中 洋子（たなか ようこ）
南高2年2組の生徒。里緒にお金を借りている。化学部の部員。共犯者。
杉爺
杉山商店（通称「杉商」）の店番。
杉爺の長男
合成樹脂関係の工場をやっていて、ヒヨコ連隊を作っている。
杉山 浩二（すぎやま こうじ）
杉爺の次男。弁当屋を営んでおり、南高に配達にくる。
化学部によるドラッグ密売の元締めであり、暴力団と身分を偽って彼らから収益を搾り取っていた。真実に辿り着いた綾を殺そうとするも麗華に阻まれ、望月ら共々逮捕された。
「パララバ－Ｐａｒａｌｌｅｌ　ｌｏｖｅｒｓ－」静月遠火 [電撃文庫] - KADOKAWA

## 既刊一覧
- 静月遠火（著）・越島はぐ（イラスト） 『パララバ -Parallel lovers-』 アスキー・メディアワークス〈電撃文庫〉、2009年2月10日初版発行（同日発売[2]）、ISBN 978-4-04-867518-5